# Félix de Schwarzenberg

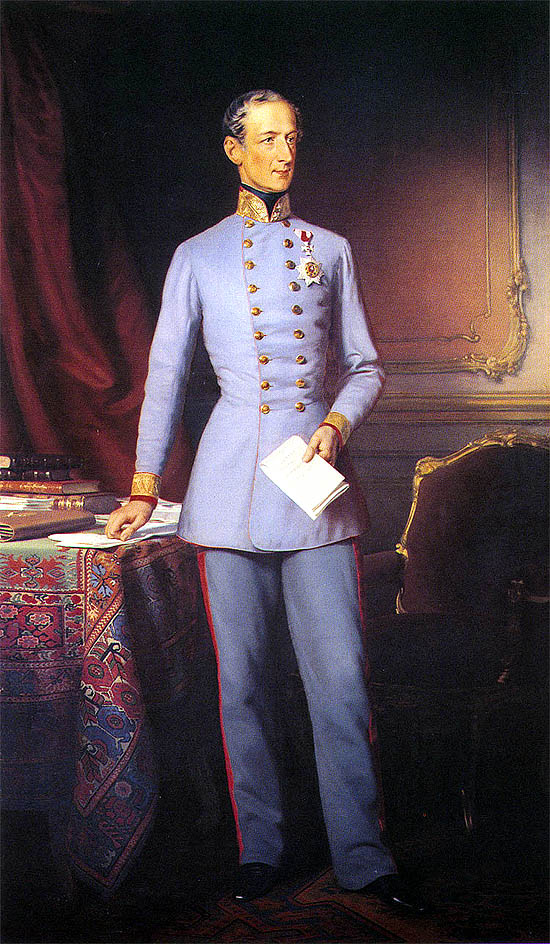
Félix de Schwarzenberg, príncipe de Schwarzenberg, duque de Krumlov, conde de Sulz, landgrave principesco de Kelttgau.

Félix de Schwarzenberg (Krumau, Bohemia, Imperio austríaco, 2 de octubre de 1800 - Viena, 5 de abril de 1852) fue un aristócrata, militar y estadista austríaco. Se hizo cargo del gobierno tras la caída de Metternich a raíz de la Revolución de 1848 en Viena, hasta el año 1852.

## Biografía
Felix nació en el Castillo de Český Krumlov en Bohemia, fue el segundo hijo del Príncipe José de Schwarzenberg (1769-1833) y su esposa Paulina de Arenberg. La Casa de Schwarzenberg era una de las familias nobles más influyentes en Bohemia; su hermano mayor el Principie Juan Adolfo II de Schwarzenberg después iniciaría la construcción del Ferrocarril del emperador Francisco José, la línea de Viena a Pilsen, mientras el hermano menor de Felix, Federico, llegaba a ser Arzobispo de Salzburgo en 1835 y Arzobispo de Praga en 1849.
Sobrino del príncipe Carlos Felipe de Schwarzenberg (1771-1820), comandante de los ejércitos austriacos en las últimas fases de las guerras napoleónicas, también sirviendo en varias embajadas austriacas. Schwarzenberg después de un breve interludio militar entró en el servicio diplomático, donde se convirtió en un protegido del canciller del estado príncipe Klemens von Metternich y sirvió en varias embajadas austriacas en San Petersburgo, Londres, París, Turín y Nápoles. Durante su tiempo en Londres como agregado en 1828 tuvo una relación amorosa con Jane Digby, a quien abandonó después de dejarla embarazada y ser el causante de que su esposo —Edward Law, 1st Conde de Ellenborough— se divorciase de ella. Este episodio lo llevó a que lo apodaran el "Príncipe de Cadland" siendo aplicado a él en Londres.
Fue diplomático y posteriormente gobernador de la ciudad de Milán. Se hizo cargo del gobierno tras la caída de Metternich a raíz de la Revolución de 1848 en Viena, hasta el año 1852. Consideró que era necesaria la abdicación del emperador Fernando en su sobrino el archiduque Francisco José para el futuro de la monarquía austriaca. Como canciller de Francisco José se marcó como objetivos el mantenimiento del absolutismo y del poder centralizado en Viena.